# Kungatolli, Chikodi
Kungatolli là một làng thuộc tehsil Chikodi, huyện Belgaum, bang Karnataka, Ấn Độ.